# Martin Tulinius
 Der er for få eller ingen kildehenvisninger i denne artikel, hvilket er et problem. Du kan hjælpe ved at angive troværdige kilder til de påstande, som fremføres i artiklen.

Martin Tulinius (født 1967, død 10. oktober 2016) var en dansk instruktør, scenograf og teaterdirektør for Republique.
Tulinius var uddannet producer fra Niels Brock i 1993 og stiftede i 1994 teatret Kaleidoskop sammen med Mikkel Harder Munck-Hansen. Han har iscenesat adskillige opsætninger ved bl.a. Det Kongelige Teater, Kanonhallen, Malmø Opera, Kampnagel og modtog i 2000 Reumert-prisen for bedste nye danske dramatik for forestillingen "K – Kafka" på Kaleidoskop. Tulinius har endvidere modtaget tre Reumerter for sine stærke visuelle iscenesættelser og moderne scenografier. Martin Tulinius var fra 2009 kunstnerisk leder og ansvarshavende direktør for teateret Republique.
Tulinius døde af en kræftsygdom 10. oktober 2016.